# Wilhelm de Wurtemberg
Titres
Prétendant au trône de Wurtemberg
Depuis le 7 juin 2022
(2 ans, 10 mois et 23 jours)
Duc héréditaire de Wurtemberg
9 mai 2018 – 7 juin 2022
(4 ans et 29 jours)
Wilhelm de Wurtemberg, né le 13 août 1994 à Ravensbourg, dans le Bade-Wurtemberg, en Allemagne, est un entrepreneur allemand et le prétendant au trône de l'ancien État souverain de Wurtemberg et chef de la maison royale de Wurtemberg depuis 2022.

## Biographie

### Famille
Wilhelm de Wurtemberg (en allemand : Wilhelm Friedrich Carl Philipp Albrecht Nikolaus Erich Maria Herzog von Württemberg) est le fils unique de Friedrich de Wurtemberg (1961-2018) et de Marie de Wied (1973). Il est né le 13 août 1994 à Ravensbourg, le jour des 83 ans de son arrière-grand-mère Isabelle, comtesse de Paris. Il est baptisé un mois plus tard, le 16 septembre, en l'église d'Altshausen. Ses parrains sont Erich von Waldburg zu Zeil (1962), son oncle par alliance et époux de sa tante paternelle, et Wilhelm zu Wied (1970), son oncle maternel.
Ses grands-parents paternels sont : Charles de Wurtemberg (1936-2022), prétendant au trône de Wurtemberg, et Diane d'Orléans (née en 1940). Ses grands-parents maternels sont le prince Ulrich zu Wied (1931-2010) et Ilke Fischer (1936-2020),. Son grand-père maternel, Ulrich zu Wied, est un petit-fils de Guillaume II, dernier roi de Wurtemberg, qui renonce au trône en 1918.

### Parents et fratrie
Wilhelm de Wurtemberg est le fils de Frédéric de Wurtemberg et de Marie de Wied. Ses parents se sont mariés le 11 novembre 1993, civilement, à Altshausen et le 13 novembre 1993, religieusement, en la chapelle du château d'Altshausen.
Sa mère, « la princesse » Marie de Wied (Marie Prinzessin zu Wied), née le 27 décembre 1973 à Munich, est la fille du prince Ulrich zu Wied et d'Ilke Fischer (mariés en 1968 et non dynastes dans la maison de Wied) et une descendante du dernier roi de Wurtemberg.
Son père, Friedrich, duc héréditaire de Wurtemberg, trouve la mort dans un accident de voiture le 9 mai 2018, à l'âge de 56 ans, entre Ebenweiler et Fronhofen dans l'arrondissement de Ravensbourg (Land de Bade-Wurtemberg), faisant de Wilhelm le nouveau chef de la maison de Wurtemberg, à l'âge de 23 ans.
Wilhelm, duc de Wurtemberg, a deux sœurs cadettes :
- Marie Amelie, duchesse de Wurtemberg (Ravensbourg, 11 mars 1996). Elle épouse civilement le 20 mai 2023, à Friedrichshaffen, et religieusement le 2 septembre 2023, à Altshausen, le baron Franz-Ferdinand von Feilitzsch (Tegernsee, 21 novembre 1997), troisième enfant et fils unique de Louis-Ferdinand Lazarus baron von Feilitzsch et de Johanna Sofie Strabolakos[9],[10],[11] ;
- Sophie Dorothée, duchesse de Wurtemberg (Ravensbourg, 19 août 1997).

### Entrepreneur et héritier
Depuis la mort de son père, le 9 mai 2018, Wilhelm est l'héritier de la Hofkammer de la maison de Wurtemberg. Son père avait commencé à l'initier à la gestion des affaires familiales (brasseries, vignobles, forêts, immobilier). Au terme d'une année d'études au Royaume-Uni, en 2019, Wilhelm gère le patrimoine familial et poursuit le mécénat institué par son grand-père dans le cadre de la Herzog-Carl-Stiftung.

### Chef de la maison de Wurtemberg

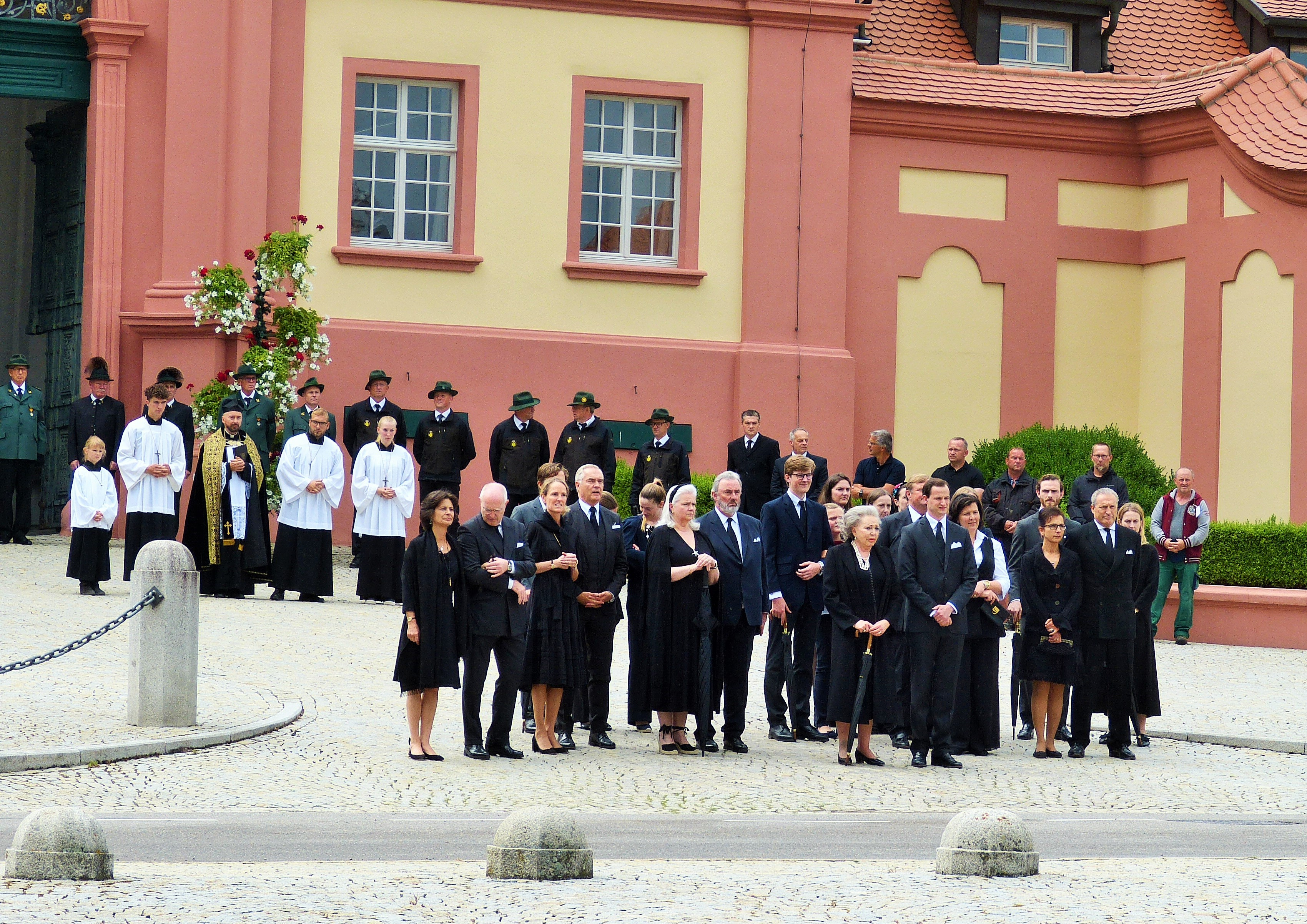
La famille du défunt duc Charles de Wurtemberg le 1 juillet 2022. Le duc Wilhelm est debout au premier rang à côté de sa grand-mère Diane.

Le 7 juin 2022, à la mort de son grand-père paternel, Wilhelm de Wurtemberg devient, à l'âge de 27 ans, le prétendant au trône de Wurtemberg. Son héritier présomptif est son oncle le duc Philipp de Wurtemberg.
En 2024, il participe à la célébration du 750e anniversaire de Rottenburg.

## Honneurs
Lors de son accession à la tête de la maison de Wurtemberg, en 2022, Wilhelm devient le grand-maître des ordres wurtembourgeois :
- Grand maître de l'ordre de la Couronne de Wurtemberg,
- Grand maître de l'ordre de Frédéric,
- Souverain de l'ordre d'Olga,
- Grand maître de l'ordre du Mérite militaire,
- Grand-croix de l'ordre de l'Immaculée Conception de Vila Viçosa (maison de Bragance)[16]

## Ascendance
|  |                                       |  |  |  |  |  |  |  |  |  |  |  |  |
|  | 8. Philippe Albert de Wurtemberg      |  |  |  |  |  |  |  |  |  |  |  |  |
|  |                                       |  |  |  |  |  |  |  |  |  |  |  |  |
|  |                                       |  |  |  |  |  |  |  |  |  |  |  |  |
|  | 4. Charles de Wurtemberg              |  |  |  |  |  |  |  |  |  |  |  |  |
|  |                                       |  |  |  |  |  |  |  |  |  |  |  |  |
|  |                                       |  |  |  |  |  |  |  |  |  |  |  |  |
|  | 9. Rose-Marie de Habsbourg-Toscane    |  |  |  |  |  |  |  |  |  |  |  |  |
|  |                                       |  |  |  |  |  |  |  |  |  |  |  |  |
|  |                                       |  |  |  |  |  |  |  |  |  |  |  |  |
|  | 2. Frédéric de Wurtemberg (1961-2018) |  |  |  |  |  |  |  |  |  |  |  |  |
|  |                                       |  |  |  |  |  |  |  |  |  |  |  |  |
|  |                                       |  |  |  |  |  |  |  |  |  |  |  |  |
|  | 10. Henri d'Orléans                   |  |  |  |  |  |  |  |  |  |  |  |  |
|  |                                       |  |  |  |  |  |  |  |  |  |  |  |  |
|  |                                       |  |  |  |  |  |  |  |  |  |  |  |  |
|  | 5. Diane d'Orléans                    |  |  |  |  |  |  |  |  |  |  |  |  |
|  |                                       |  |  |  |  |  |  |  |  |  |  |  |  |
|  |                                       |  |  |  |  |  |  |  |  |  |  |  |  |
|  | 11. Isabelle d'Orléans-Bragance       |  |  |  |  |  |  |  |  |  |  |  |  |
|  |                                       |  |  |  |  |  |  |  |  |  |  |  |  |
|  |                                       |  |  |  |  |  |  |  |  |  |  |  |  |
|  | 1. Wilhelm de Wurtemberg              |  |  |  |  |  |  |  |  |  |  |  |  |
|  |                                       |  |  |  |  |  |  |  |  |  |  |  |  |
|  |                                       |  |  |  |  |  |  |  |  |  |  |  |  |
|  | 12. Dietrich zu Wied                  |  |  |  |  |  |  |  |  |  |  |  |  |
|  |                                       |  |  |  |  |  |  |  |  |  |  |  |  |
|  |                                       |  |  |  |  |  |  |  |  |  |  |  |  |
|  | 6. Ulrich zu Wied                     |  |  |  |  |  |  |  |  |  |  |  |  |
|  |                                       |  |  |  |  |  |  |  |  |  |  |  |  |
|  |                                       |  |  |  |  |  |  |  |  |  |  |  |  |
|  | 13. Antonietta Grote zu Schauen       |  |  |  |  |  |  |  |  |  |  |  |  |
|  |                                       |  |  |  |  |  |  |  |  |  |  |  |  |
|  |                                       |  |  |  |  |  |  |  |  |  |  |  |  |
|  | 3. Marie de Wied                      |  |  |  |  |  |  |  |  |  |  |  |  |
|  |                                       |  |  |  |  |  |  |  |  |  |  |  |  |
|  |                                       |  |  |  |  |  |  |  |  |  |  |  |  |
|  | 14. Gottfried Fischer                 |  |  |  |  |  |  |  |  |  |  |  |  |
|  |                                       |  |  |  |  |  |  |  |  |  |  |  |  |
|  |                                       |  |  |  |  |  |  |  |  |  |  |  |  |
|  | 7. Ilke Fischer                       |  |  |  |  |  |  |  |  |  |  |  |  |
|  |                                       |  |  |  |  |  |  |  |  |  |  |  |  |
|  |                                       |  |  |  |  |  |  |  |  |  |  |  |  |
|  | 15. Bernhardine Maria Mühlenbein      |  |  |  |  |  |  |  |  |  |  |  |  |
|  |                                       |  |  |  |  |  |  |  |  |  |  |  |  |
|  |                                       |  |  |  |  |  |  |  |  |  |  |  |  |